# Município de Salt Creek (condado de Wayne, Ohio)
O município de Salt Creek (em inglês: Salt Creek Township) é um município localizado no condado de Wayne no estado estadounidense de Ohio. No ano de 2010 tinha uma população de 4.309 habitantes e uma densidade populacional de 69,83 pessoas por km².

## Geografia
O município de Salt Creek encontra-se localizado nas coordenadas 40° 42′ 07″ N, 81° 49′ 15″ O. Segundo a Departamento do Censo dos Estados Unidos, o município tem uma superfície total de 61.71 km², da qual 61,62 km² correspondem a terra firme e (0,15 %) 0,09 km² é água.

## Demografia
Segundo o censo de 2010, tinha 4.309 habitantes residindo no município de Salt Creek. A densidade populacional era de 69,83 hab./km². Dos 4.309 habitantes, o município de Salt Creek estava composto pelo 99,21 % brancos, o 0,05 % eram afroamericanos, o 0,02 % eram amerindios, o 0,12 % eram asiáticos, o 0,05 % eram insulares do Pacífico e o 0,56 % eram de uma mistura de raças. Do total da população o 0,86 % eram hispanos ou latinos de qualquer raça.